# Clematis kockiana
Clematis kockiana là một loài thực vật có hoa trong họ Mao lương. Loài này được C.K.Schneid. mô tả khoa học đầu tiên năm 1917.